# Riña en el Mesón del Gallo
La Riña en el Mesón del Gallo es un cuadro de Francisco de Goya conservado en el Museo del Prado, debido a su reciente adquisición de una colección particular. 

## Análisis del cuadro
Era costumbre de los artistas el hacer bocetos preparatorios para los futuros lienzos. A estos bocetos, Goya les llamaba borroncillos y decía […] en que también se hacen algunos gastos.... En el inventario (conocido como Inventario de Brugada) que se hizo en 1828, después de la muerte del pintor, en su Quinta del Sordo, se detallan hasta 16 bocetos pequeños con el tema de los tapices. Uno de esos bocetos es el titulado Riña en el Mesón del Gallo, que más tarde Goya convertiría en cartón para la Real Fábrica de Tapices, titulándole Riña en la venta nueba (Goya lo escribió con b, pues la norma del uso de la b y la v aún no estaba establecida). Sobre los borroncillos de Goya se tiene bastante información gracias a la correspondencia que se conserva de la mantenida entre el pintor y su amigo de escuela Martín Zapater. Parece ser que los bocetos tuvieron mucho éxito, como obra independiente, y se vendieron muy bien como "cuadro de gabinete". Algunos los regaló y otros los vendió.
El boceto Riña en el Mesón del Gallo fue adquirido en su día por Charles Yriarte, que fue el autor de la primera monografía sobre Goya y que lo reprodujo en su libro con una xilografía bastante buena. Después tuvo otros destinos y hasta noviembre de 2002, este cuadro de gabinete perteneció a una colección particular; en esa fecha pasó a la colección del Museo del Prado, que ha podido colgarlo en la galería de Goya, junto al cartón hermano titulado Riña en la venta Nueva. Anteriormente este cuadro había visitado el museo, cuando estuvo expuesto en 1993 en la exposición "Goya: el Capricho y la Invención". Fue restaurado para aquella ocasión.
El tema elegido es el de una pelea que tiene lugar en una venta de Madrid, a las afueras de la ciudad. Se supone que estaría situada en la zona norte porque al fondo del cuadro parece adivinarse la sierra de Guadarrama. En el centro se sitúa la escena principal, la de la riña, descrita con gran naturalidad y realismo. El propio Goya comentó que los individuos del cuadro son gente de diferentes provincias y por eso les representó con el traje adecuado a la región. El que da puñetazos es un murciano. A la derecha puede verse la mesa donde momentos antes estarían jugando a las cartas y al mesonero recogiendo el dinero. Detrás de esta escena, hay un hombre a caballo, que es el policía que acude pistola en mano. El colorido es muy vivo y la pincelada rápida, según el estilo del autor.